# RollDock-S-Klasse
Die RollDock-S- bzw. ST-Klasse ist eine fünf Schiffe umfassende Schwergut-/Dockschiffklasse der Roll Group. Das Typschiff, die Rolldock Sun, entstand in der indischen Werft Larsen & Toubro und wurde im Jahr 2010 mit 18-monatiger Verspätung fertiggestellt. Die Schiffe stellen die ersten Schiffe der Reederei RollDock dar. Sie zählen zu den leistungsfähigsten und modernsten Schiffen ihrer Art.

## Geschichte
Nachdem RollDock die Vorentwicklung der Schiffe im eigenen Haus abgeschlossen hatte, wurde im Jahr 2006 zunächst ein vier Schiffe umfassender Bauauftrag mit der Option für weitere vier Schiffe mit der Werft Larsen & Toubro in Hazira vereinbart. Aufgrund von Verzögerungen beim Bau stornierte RollDock die Aufträge für das dritte und vierte Schiff des ersten Lots und verzichtete auf die Nutzung der vier Optionen. Bis Dezember 2011 waren zwei der 2006 bestellten Schiffe, die RollDock Sun sowie die RollDock Sea, in Dienst gestellt. Stattdessen wurden zwei Einheiten in einer verbesserten und größeren Modifikation als ST-Klasse bei der Flensburger Schiffbau-Gesellschaft geordert. Die RollDock Star wurde im Dezember 2013 fertiggestellt, die RollDock Storm folgte im Juni des Jahres 2014. Nachdem Larsen & Toubro das begonnene dritte Schiff 2016 auf eigene Rechnung fertiggestellt hatte, übernahm RollDock es schließlich doch – auch, um eine Übernahme durch Mitbewerber auszuschließen.

## Technische Daten
Die Schiffsklasse vereint verschiedene Eigenschaften unterschiedlicher Schwergutschiffstypen in sich. Sie kann mit ihren zwei 350-t-Kränen (kombinierte SWL 700 t) Ladung konventionell laden und löschen (Lift on-/Lift off-Verfahren). Außerdem verfügt die Schiffsklasse über eine verstellbare Heckrampe, die mit maximal 4000 t belastet werden kann (Roll on-/Roll off-Verfahren). Darüber hinaus kann sich das Schiff absenken und so schwimmende Ladung bis maximal 7000 t aufnehmen (Float in-/Float out-Verfahren).
Die Schiffe verfügen bei einem maximalen Tiefgang von 5,67 m über eine Tragfähigkeit von 8.000 dwt (S-Klasse) bzw. 9.000 dwt (ST-Klasse). Allerdings beträgt der Tiefgang im getauchten Zustand bis zu 12,40 m, dann verfügt der Laderaum über eine mit Wasser gefüllte Tiefe von 6,50 m. Der rund 116 Meter (S-Klasse) bzw. rund 119 Meter (ST-Klasse) lange Laderaum kann mit bis zu 17.000 m³ (S-Klasse) bzw. 18.768 m³ (ST-Klasse) Schüttgut beladen werden. Der maximale Belastung der Tankdecke beträgt 12 t/m². Die Liebherr-Krane verfügen jeweils bei einem Radius von bis zu 18 Metern über eine Hebefähigkeit vom 350 t (kombiniert 700 t). Bei einer Auslage von bis zu 33 Metern können noch jeweils 200 t gehoben werden.
Wie bei allen Dockschiffen sind die Aufbauten vorne angebracht. Dies hat mehrere Vorteile: Zum einen ist bei hoher Ladung die Sicht nicht eingeschränkt (siehe auch Sichtstrahl), zum anderen ist die Ladung keinem Seeschlag ausgesetzt. Außerdem ist so erst die hintere Klappe und damit das RoRo- bzw. FliFlo-Verfahren möglich.
Der Schiffstyp wird von zwei je 4.500 kW starken Dieselmotoren angetrieben. Die 9.000 kW beschleunigen die Schiffe über zwei Verstellpropeller vollbeladen auf maximal 18 bzw. 17. Knoten. Die Schiffe sind mit der Eisklasse E2 (bis 0,8 Meter durchschnittliche Eisdicke) beim Germanischen Lloyd klassifiziert.

## Schiffe
| Schiffsname    | Bauwerft / Baunummer                     | IMO-Nummer | Kiellegung Stapellauf Ablieferung                 | Auftraggeber       | Umbenennungen und Verbleib |
| -------------- | ---------------------------------------- | ---------- | ------------------------------------------------- | ------------------ | -------------------------- |
| RollDock Sun   | Larsen & Toubro / 81001                  | 9393981    | 25. Januar 2007 16. September 2008 8. Januar 2010 | RollDock NB 1 B.V. | so in Fahrt                |
| RollDock Sea   | Larsen & Toubro / 81002                  | 9404704    | 26. März 2007 17. April 2010 20. Mai 2011         | RollDock NB 2 B.V. | so in Fahrt                |
| RollDock Star  | Flensburger Schiffbau-Gesellschaft / 758 | 9656498    | 3. Juni 2013 30. August 2013 18. Dezember 2013    | RollDock NB 4 B.V. | so in Fahrt                |
| RollDock Storm | Flensburger Schiffbau-Gesellschaft / 759 | 9656503    | 15. August 2013 31. Januar 2014 11. Juni 2014     | RollDock NB 5 B.V. | so in Fahrt                |
| RollDock Sky   | Larsen & Toubro / 81003                  | 9404716    | 16. Februar 2008 20. Februar 2015 16. März 2016   | RollDock NB 3 B.V. | so in Fahrt                |

Die Schiffe führen die niederländische Flagge mit Heimathafen Rotterdam.